# Mick Rogers
Mick Rogers (né Michael Oldroyd, 20 septembre 1946, Dovercourt, Essex, Angleterre)  est un guitariste anglais de rock, chanteur et auteur-compositeur, principalement connu comme membre de Manfred Mann's Earth Band (MMEB) de 1971 à 1975 et de nouveau depuis 1984.

## Biographie

### Jeunesse (1946-1970)
Son père est batteur et son oncle contrebassiste. Le jeune Rogers s'imprègne de la collection de jazz de son oncle et du rock and roll des années 1950.  Il commence sa carrière musicale comme membre du groupe The Vision qui joue en première partie de Adam Faith et des groupes australiens The Playboys, Bulldog et Procession (en),.

### Manfred Mann's Earth Band (1971-1975)

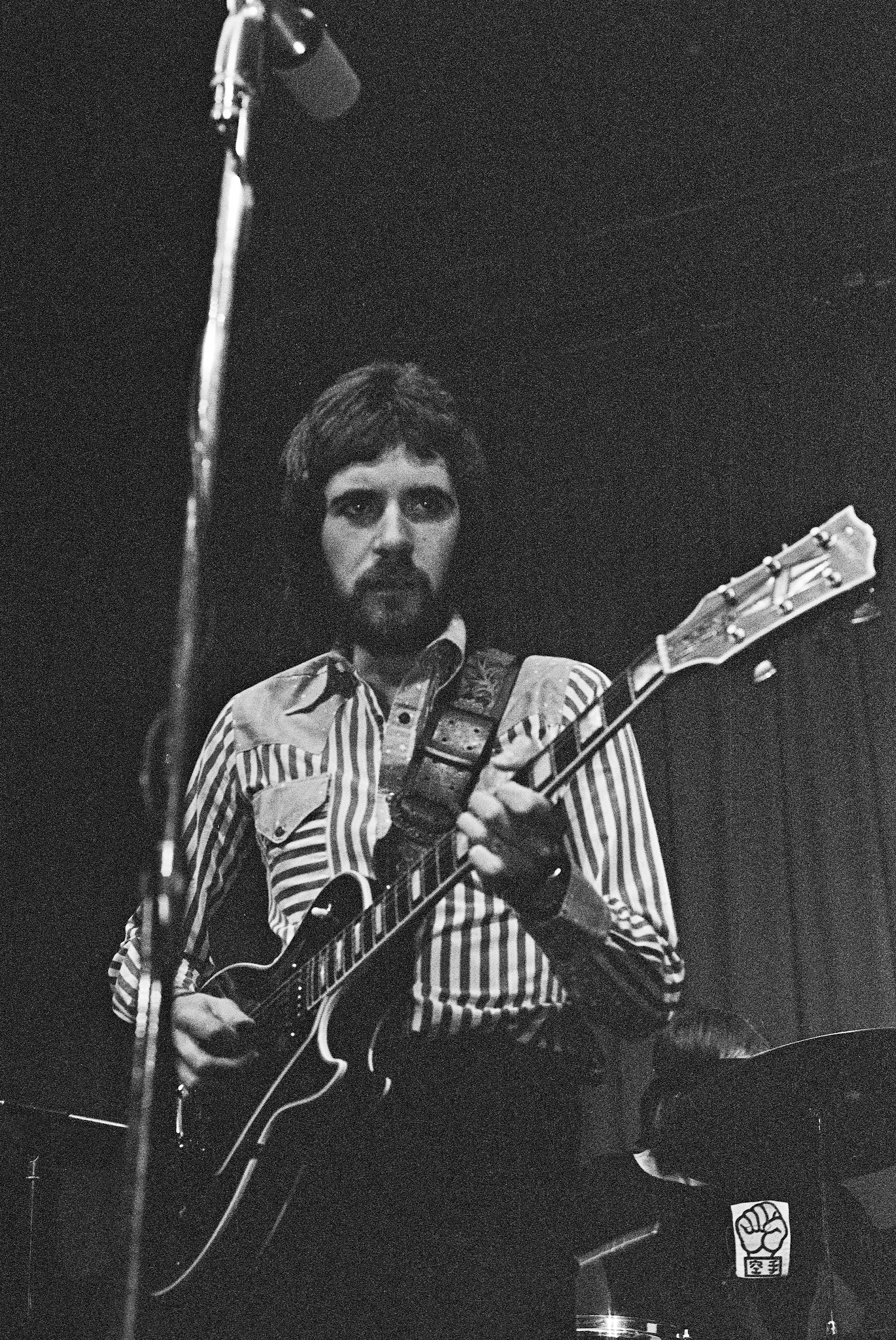
Mick Rogers le 10 octobre 1973 avec Manfred Mann’s Earth Band à Helsinki

En 1971, Mick Rogers intègre en tant que chanteur et guitariste le groupe Manfred Mann's Earth Band formé par le claviériste Manfred Mann, complété par Colin Pattenden à la basse et Chris Slade (futur AC/DC) à la batterie.
Il enregistre six albums avec cette formation.

### Aviator (1979-1980)
En 1975, Rogers quitte Manfred Mann's  Earth Band désirant orienter le groupe davantage vers le style de Frank Zappa, ce qui créé des frictions avec Mann.
Après son départ du MMEB, il retourne en Australie pour travailler puis revient au Royaume-Uni, où il forme le groupe Aviator (en) avec le batteur Clive Bunker, premier batteur de Jethro Tull, le saxophoniste, flûtiste et claviériste Jack Lancaster (en) et le bassiste John G. Perry. Cette formation sort deux albums en 1979 et 1980.

### Manfred Mann's Earth Band (1981 et depuis 1984)
En 1981, Rogers retrouve temporairement Manfred Mann's Earth Band pour l'album Chance mais uniquement comme guitariste, les parties vocales y étant assurées par cinq chanteurs différents.

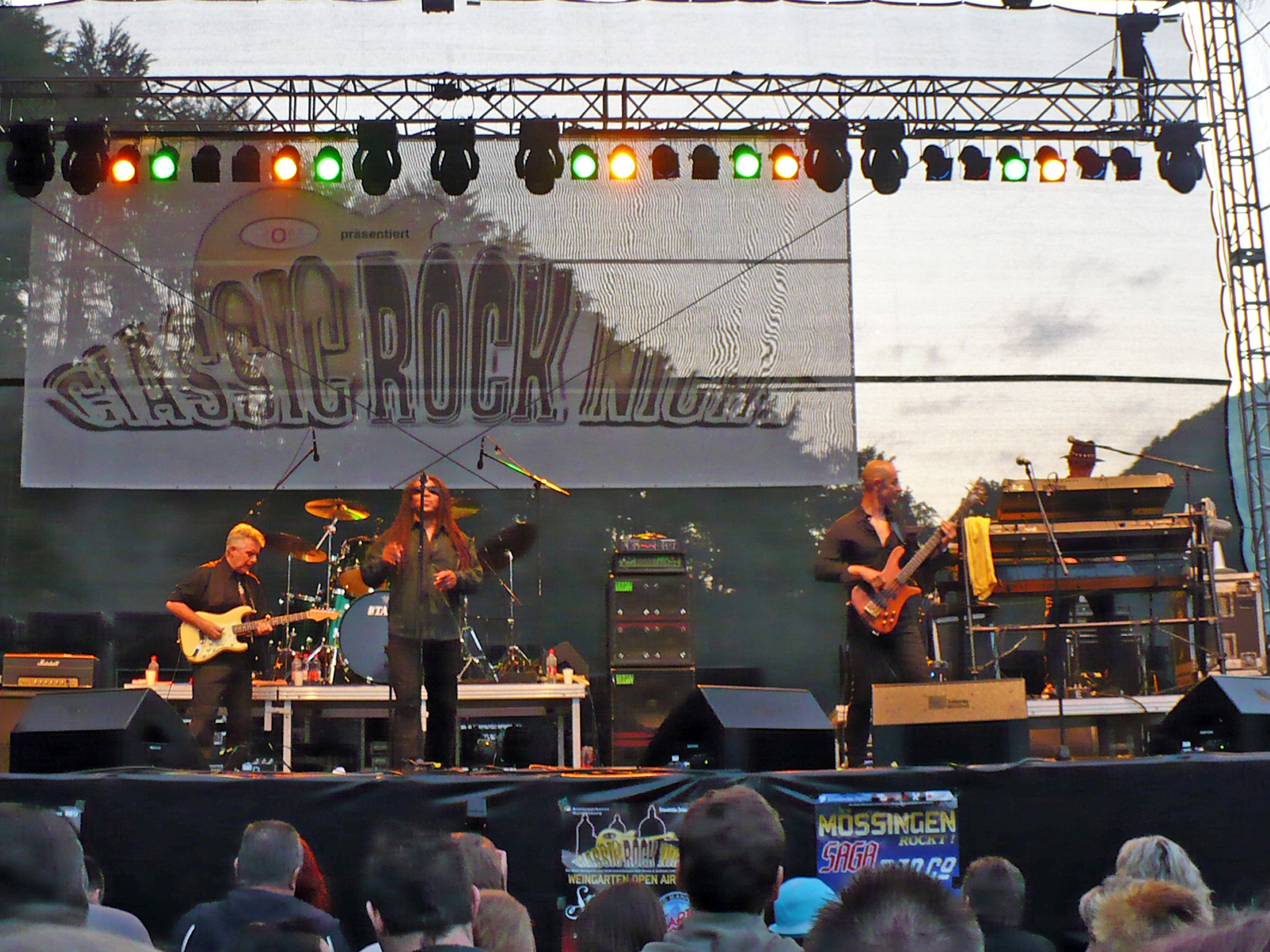
Manfred Mann's Earth Band en concert le 30 mai 2009 à Bad Urach

Il réintègre définitivement MMEB en 1984, se partageant les tâches vocales et de guitare avec Chris Thompson (en) jusqu'au départ de ce dernier. Le groupe cesse effectivement  d'exister après la sortie de Masque en 1987, mais une nouvelle formation voit le jour au début des années 1990. Les parties de Chris Thompson et plusieurs nouvelles chansons sont maintenant chantées par Noel McCalla, puis entre 2009 et 2011 par Peter Cox (en), alors que Rogers n'assure le chant solo que sur Father of Day, Father of Night, Joybringer et quelques couplets sur Spirits in the Night (en) et Mighty Quinn. Ce modèle ne changera pas avec d'autres formations : Rogers est à nouveau le guitariste principal du groupe (le chanteur Robert Hart (en), qui a rejoint le groupe en 2011, joue de la guitare par intermittence) mais ne chante jamais plus qu'une poignée de parties vocales qui incluent généralement une version épurée de Do Wah Diddy Diddy.

### Carrière solo (2002-2013)
Au cours de son deuxième passage dans Manfred Mann's Earth Band (qui se poursuit à ce jour), Rogers sort une poignée d'albums solo. Ses débuts en solo, Back to Earth, reçoivent un accueil mitigé dans la revue allemande Babyblaue Prog qui loue le travail de chant et de guitare de Rogers, mais critiquée le fait qu'il n'est pas accompagné par d'autres musiciens et utilise des boîtes à rythmes.  Father of Day est décrit sur le même site comme un maxi single qui partage les qualités et les défauts de son album parent.

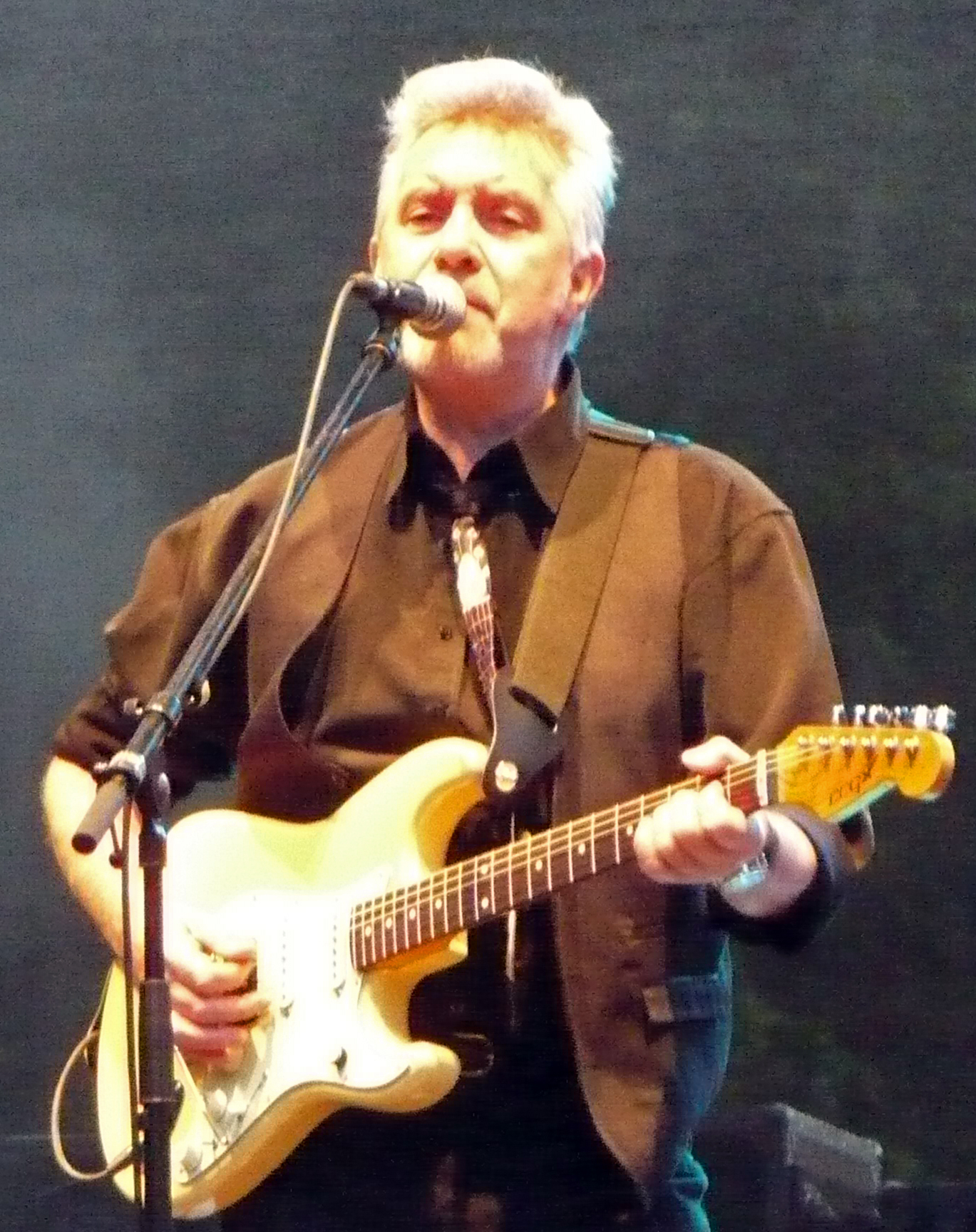
Mick Rogers en concert avec Manfred Mann's Earth Band le 30 mai 2009 à Bad Urach

L'album Sharabang, enregistré dans les Alpes autrichiennes , inclut les frères Matt Bissonette (en) et Gregg Bissonette  et mixé par Chuck Ainlay (en) . L'album reçoit une critique positive de RockTimes, faisant l'éloge du travail authentique et solide et accordant beaucoup d'attention aux propres compositions de Rogers telles que Cutting Me to Pieces. Un avis tout aussi positif est publiée par Musik an sich, donnant à l'album quinze étoiles sur vingt. Le critique Jürgen Weber loue l'interprétation par Rogers de I Heard It Through the Grapevine  et souligne également Cutting Me to Pieces comme un point culminant, mais note que l'album aurait pu être réalisé avec des chansons plus originales et du matériel plus uptempo.
Musicreviews.de est plus réservé dans sa critique, louant à nouveau la reprise de la chanson Cutting Me to Pieces de Rammstein ainsi que la voix de Rogers, mais critiquant certaines chansons douces dans la seconde moitié et le choix trop évident des reprises.  Selon Rogers lui-même, il aurait préféré reprendre des chansons obscures des années 1950 et des titres d'Ornette Coleman, mais son label préfère incorporer des chansons plus accessibles comme The Joker. Il dénonce également plus tard sa sortie de Noël sans album en 2012, une reprise de la chanson de John Lennon / Yoko Ono Happy Xmas (War Is Over), affirmant qu'il était parrainé pour le faire, mais qu'il ne le referait pas parce que ce n'était pas son style.

### Solar Fire (2020-2022)
En 2020, Rogers prévoit de jouer des pièces du premier Manfred Mann's Earth Band avec le bassiste original Colin Pattenden (en) et le claviériste Mike Keneally au Burg Herzberg Festival sous le surnom de Solar Fire, mais la prestation est annulée en raison de la pandémie COVID-19. Le concert est reporté deux fois et est maintenant prévu pour 2022.

## Vie privée
Mick Rogers vit à Surrey et a trois enfants.
Dans une interview en 2019, il explique son opposition au Brexit : « Faites-en la une : Mick Rogers ne veut pas sortir de l'UE »

## Discographie

### Manfred Mann's Earth Band
- 1971 : Manfred Mann's Earth Band (guitare et chant solo)
- 1972 : Glorified Magnified (guitare et chant solo)
- 1973 : Messin' (guitare et chant solo)
- 1973 : Solar Fire' (guitare et chant solo)
- 1974 : The Good Earth (guitare et chant solo)
- 1975 : Nightingales and Bombers (guitare et chant solo)
- 1981 : Chance (guitare)
- 1986 : Criminal Tango (guitare et chant secondaire)
- 1987 : Masque (guitare et chant solo)
- 1996 : Soft Vengeance (guitare)

### Aviator
- 1979 : Aviator (en) (guitare et chant solo)
- 1980 : Turbulence (en) (guitare et chant solo)

### Manfred Man '06 with Manfred Mann's Earth Band
- 2004 : 2006 (guitare)

### Solo
- 2002 : Back to Earth
- 2003 : Father of Day
- 2013 : Sharabang